# (7984) Marius
(7984) Marius  es un asteroide perteneciente al cinturón de asteroides, descubierto el 29 de septiembre de 1980 por Zdeňka Vávrová desde el Observatorio Kleť, en República Checa.

## Designación y nombre
Marius se designó inicialmente como 1980 SM.
Más adelante fue nombrado en honor al astrónomo alemán Simon Marius (1573-1625).

## Características orbitales
Marius orbita a una distancia media del Sol de 2,6360 ua, pudiendo acercarse hasta 2,1125 ua y alejarse hasta 3,1594 ua. Tiene una excentricidad de 0,1985 y una inclinación orbital de 9,0550° grados. Emplea en completar una órbita alrededor del Sol 1563 días.

## Características físicas
Su magnitud absoluta es 13,6. Tiene 10,014 km de diámetro. Su albedo se estima en 0,065. El valor de su periodo de rotación es de 3,5341 h.